# Спят усталые игрушки
«Спят уста́лые игру́шки» — колыбельная песня композитора Аркадия Островского на стихи поэтессы Зои Петровой. Одна из самых популярных современных авторских колыбельных.

## История
Песня была написана и впервые исполнена в 1964 году.
По словам сына композитора, песня написана по предложению Аркадия Ильича Островского, музыка к песне была написана очень быстро, что подтверждает и один из исполнителей Олег Анофриев, а дописывал её композитор буквально «на ходу»: «Ноты в тетрадь дописывал в спешке, стоя у рояля, — опаздывал в студию на запись».
Получила широкую известность как заставка к телевизионной передаче «Спокойной ночи, малыши!», звучавшая с самого первого выпуска телепередачи, вышедшего 1 сентября 1964 года.
Впервые песню исполнила Валентина Дворянинова, потом[уточнить] в течение многих лет её пели сначала Олег Анофриев, а затем[уточнить] — Валентина Толкунова. В начале 1970-х песню пел Борис Рунге, ведущий программы, исполнявший в ней роль дедушки Так-Така.
Третий куплет песни («В сказке можно покататься на Луне») был дописан Зоей Петровой в 1982 году. Этот дополнительный куплет был написан по просьбе режиссёра Александра Татарского, для созданной им совместно с Эдуардом Успенским новой «пластилиновой заставки». Первым исполнителем третьего куплета стал Олег Анофриев.
В период с 1986 года песню стали чередовать с колыбельной «Спи, моя радость, усни» в исполнении Елены Камбуровой, а с 1992 по 1997 год она была полностью заменена сначала на эту, а потом и на иные композиции. Однако «Спят усталые игрушки» в 1997 году была возвращена в программу по просьбам зрителей.
В советское время песня входила в репертуар Большого детского хора Центрального телевидения и Всесоюзного радио, исполнявшего её a capella.

## Критика
Биограф композитора Галина Соболева писала о характере колыбельной:
Простые, доступные детям образы стихов Зои Петровой, спокойная распевность и ласковость мелодии, мерное движение аккомпанемента создавали счастливое и уверенное в доброте завтрашнего дня настроение. И дети откликнулись на искренность авторов, потянулись к песне.
По мнению исследователя Валентины Бондаренко (Православный Свято-Тихоновский гуманитарный университет), эта песня, в отличие от традиционных русских народных колыбельных, не рисует для ребёнка образ родного дома, в ней нет и индивидуального материнского обращения к ребёнку. Наконец, «базовая установка, относящаяся ко всем людям: „должны все люди ночью спать“, не даёт ничего младенцу для понимания ценностных категорий взрослого существования»[значимость факта?].

## Комментарии
1. ↑  Другая популярная авторская колыбельная, сочинённая в СССР, — «Колыбельная медведицы» из мультфильма «Умка»[3].